# Bristol Bloodhound-raketsysteem

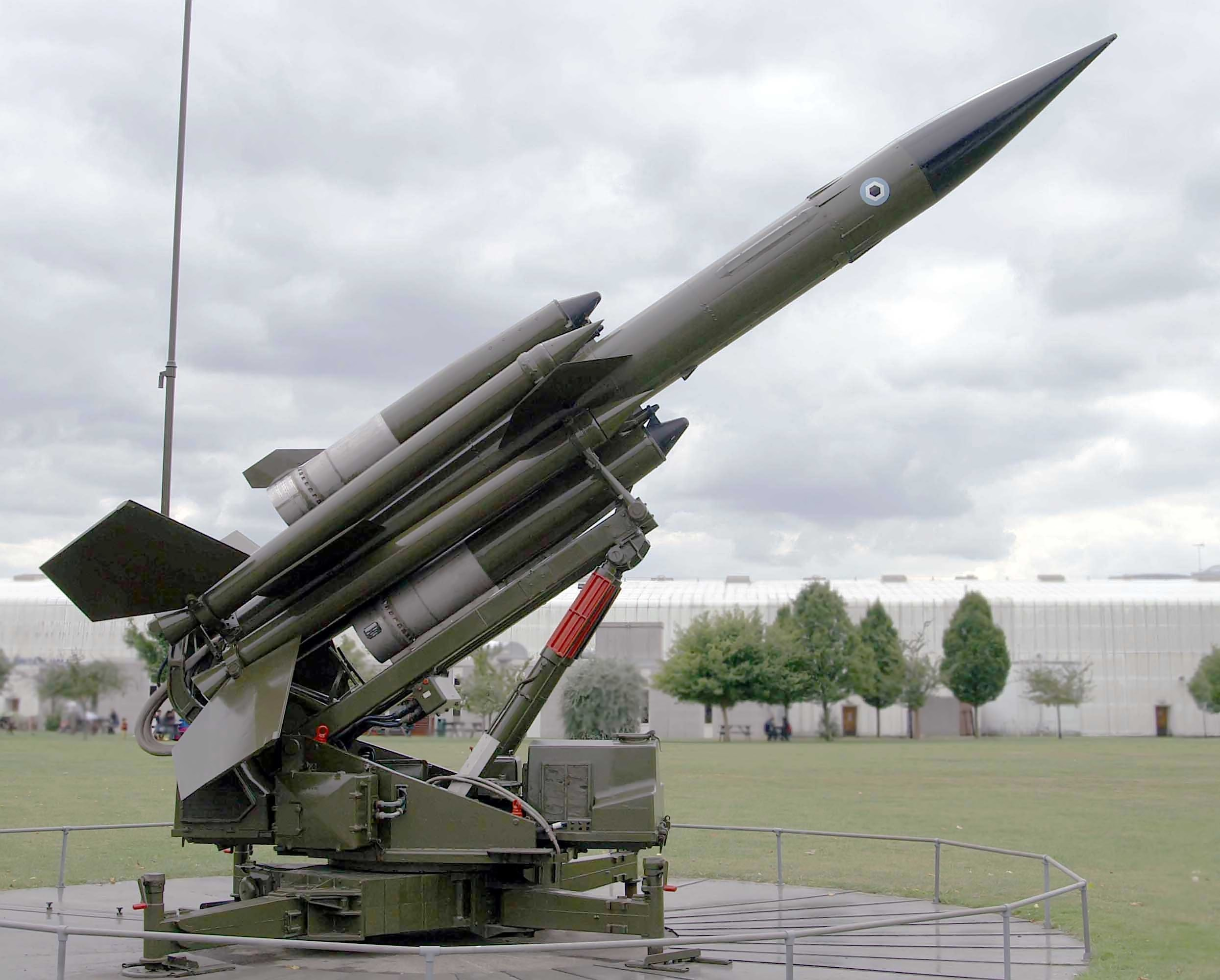
Bristol Bloodhound

De Bristol Bloodhound BL-64 was een in de jaren 50 van de twintigste eeuw in Engeland ontwikkelde grond-lucht-raket. Het Bloodhound-systeem was het hoofdluchtverdedigingswapen van de Britse krijgsmacht en werd vanaf 1958 gebruikt door de Royal Air Force (RAF) en de krijgsmachten van Australië, Singapore, Zweden en Zwitserland.

## Technische gegevens
- Type: grond-lucht-geleide raket
- Gebruik: vanuit vaste opstellingen
- Inzet tegen hoog inkomende vliegtuigen
- Fabrikant: Bristol Aeroplane Company
- Productiedata: 1953 - 1967
- In dienst van 1958 - 1991
- Varianten: Mk1 en Mk2
- Aandrijving: 2 x Ramjet, 4 x vaste brandstofbooster
- Diameter: 54,6 cm (body)
- Spanwijdte: 2,83 m
- Lengte: 8,46 m (met booster)
- Gewicht: 2270 kg
- Snelheid: Mach 2,7
- Bereik: 190 km
- Lading: HE trotyl conventionele springstof
- Ontsteking: nabijheidsbuis
- Geleiding: semi-actieve radar

De Bloodhound diende gedurende bijna de gehele periode van de Koude Oorlog in de RAF. De Bloodhound Mk 1 werd in december 1958 voor het eerst operationeel; de laatste Mk2-eenheid werd in juli 1991 gedeactiveerd. Het Bloodhound-systeem werd ook in het buitenland ingezet; er werden 783 stuks afgeleverd.

## Geschiedenis
In 1947 werd het contract voor de levering van een grond-lucht afweerraket tegen hoog binnenkomende doelen gesloten met de fabrikant Bristol Aeroplane Company en Ferranti Ltd. (nu beiden deel uitmakend van BAE Systems). Dit project, dat oorspronkelijk bekendstond onder de naam Red Duster, werd later veranderd in Bloodhound.
Mark 1. De Britse Bloodhound Mk1 eenheden werden vanaf 1958 operationeel. De Mk1 werd gebruikt als primaire luchtverdediging van de V-Force bases en een operationele raketeenheid lag altijd binnen 5 mijl van de vliegbases waar de V-Force bommenwerpers waren gestationeerd.
De volgende RAF eenheden waren operationeel met het Bloodhound Mk 1 systeem:
- 21e Wing - Lindholme 
  - 94 Sqn - Misson 1960-1964
  - 112 Sqn - Breighton 1959 -1965
  - 247 Sqn - Carnaby 1960-1963
- 24e Wing - Watton  
  - 242 Sqn - Marham 1959 - 1964 (32 secties)
  - 263 Sqn - Watton. 1959 - 1964
  - 266 Sqn - Rattlesden 1960 - 1964
- 148e Wing - North Coates 
  - 141 Sqn - Dunholme Lodge 1959 – 1964
  - 25 Sqn  - North Coates 1963 – 1964
  - 222 Sqn - Woodhall Spa 1960 – 1964
  - 112 Sqn - Woodhall Spa 1965 – 1967
  - 264 Sqn - North Coates 1958 - 1963 (eerste eenheid met 24 secties)
- 151e Wing - North Luffenham
  - 62 Sqn - Woolfox Lodge 1964-1967
  - 257 Sqn -Warboys 1963 -1967

Ook buitenlandse eenheden waren operationeel met het Bloodhound Mk 1 systeem:
- Bij de Australische luchtmacht (RAAF) was 30 Sqn - Williamtown 1961 - 1968.
- De Zweedse luchtmacht had diverse Mk1 batterijen; locaties onbekend.
- Ook Zwitserland had Mk1 eenheden; locaties en eenheden onbekend.

Mark 2. De type 83 Yellow river pulserende rondzoek radar van het Mk1 systeem bleek zeer gevoelig voor grondstoring te zijn en hierdoor werd het radarzicht op lage hoogten ongunstig beïnvloed. De type 83 radar werd vervangen door de continu zendende Ferranti rondzoek radar type 86 Firelight en type 87 Scorpion. Deze waren veel minder storingsgevoelig. Ook kreeg de Mk2 een krachtige Thor raketmotor waarmee een veel hoger en groter bereik dan zijn voorganger gegarandeerd werd. De eerste site die specifiek voor het Mk2 systeem was opgezet was in 1964 op RAF West Raynham, Norfolk.
De volgende RAF eenheden waren operationeel met de Bloodhound Mk 2 uitgerust met type 87 AEI Blue Anchor Firelight radar en met type 86  Ferranti Indigo Corkscrew Scorpion radar:
- 25 Sqn - North Coates 1963-1970 met type 87 en 86 radar 
  - Brüggen (W-Dld) A flight & HQ 1971-1983
  - Laarbruch (W-Dld) C flight 1973-1983
  - Wildenrath(W-Dld) B flight, 1971-1978 allen met type 86 radar
- 25 Sqn - Barkston Heath (A flight) 1983- 1989 
  - Wyton (B&D flight &HQ) 1983 - 1989
  - Wattisham (C flight) 1984- 1988 allen met type 87 en type 86 radar
  - Malta 1969- 1971 met type 86 radar
- 33 Sqn - Butterworth (Penang, Maleisië) 1965-1970 met type 87 radar
  - Kuching (Maleisië) 1966-1967
- 41 Sqn - West Raynham 1965 – 1970 type 87 en type 86 radar (elk 3 stuks)
  - El Adem (Libië) 1967-1968, 1 sectie met type 86 radar
  - Cyprus 1969 – 1970, 1 sectie met type 86 radar
  - North Coates
  - Misson
- 85 Sqn - West Raynham, (3x type 87 2x type 86 tot 1986. Daarna 5x type 86)
  - North Coates
  - Bawdsey
  - Coltishall
  - Wyton
  - Barkston Heath
  - Woolford Lodge
  - Wattisham  allen van 1975-1993 met type 87 en type 86 radar
- 112 Sqn Paramali (Cyprus) 1968 – 1975 met type 87 radar
  - Barkston Heath 1975 -1983

Alle Britse Bloodhound eenheden werden ondersteund door  
- Wyton Bloodhound Training Unit RAF Newton (UK)
- Bloodhound Support Unit RAF West Raynham (UK)
- Bloodhound Support Unit Edinburgh (Schotland)
- Bloodhound Firing Unit Aberporth (UK)
- Bloodhound Firing Unit Donna Nook (UK)

De buitenlandse Bloodhound Mk2 eenheden waren:
Singapore. In Zuidoost-Azië was het Mk2 systeem van 1964-1973 met type 87 en type 86 radar (elk 2 stuks) eerst ingezet bij 65 Squadron op RAF Seletar, Singapore. Bij de terugtrekking van de Britse troepen in 1968 kocht Singapore de complete Bloodhound systemen van 65 Squadron en werd het Singapore Air Defence Command 170 Squadron opgericht dat van 1973 – 1998 operationeel was.
Birma. In 1999 verkocht Singapore een van deze Mk2 systemen aan Birma dat het systeem nu nog steeds operationeel heeft!
Zweden had onder de aanduiding Luftvårnrobotsystem 68 (LvRB68) gedurende 1964 – 1972 12 Mk2 systemen met de Ferranti Firelight AD10 radar operationeel in de eenheden:
- LvRB68 F8 Barkaby
- F10 Ăngelholm
- F12 Kalmar
- F13 Norrköping
- F17 Ronneby

Zes rondzoekradars werden behouden tot 1974 (Fenix). Negen radars werden teruggezonden naar Engeland voor ombouw en vervanging van type 87 radars.
Zwitserland had onder de aanduiding BL64 gedurende 1964-1999 het Mk2 systeem onder zeer hoge paraatheidsgraad operationeel in zes afweerbatterijen met elk minimaal acht 8 secties. Deze waren uitgerust  met de AEI Scorpion type 87 radar en opgesteld in 
- Bettwil (kanton Aaregg) Locatie
- Schmidrüti (kanton Zürich) Locatie
- Laupersdorf (kanton Solothurn) Locatie
- Torny (kanton Fribourg) Locatie
- Emmen, (kanton Luzern) Locatie
- De batterij Gubel bij Menzingen (kanton Zug) Locatie Deze is nu ingericht als museum en de enige complete overgebleven site ter wereld. Alle andere sites werden geruimd.

Er was ook een nieuwe exportversie, de Bloodhound 21, gepland. Deze was uitgerust met minder geavanceerde electronic countermeasures-apparatuur (ECM).
Vanaf 2006 is het enige grond-lucht-afweersysteem in de RAF het Rapier-raketsysteem. Dit heeft echter wat hoogte en afstand betreft een veel kortere reikwijdte.